# Thomas Tompion
Thomas Tompion (Northill, 1639 – Londra, 1713) è stato un orologiaio inglese.
Ad egli è attribuito il titolo, ai giorni nostri, di "Padre dell'orologeria inglese".
I lavori di Tompion includono alcuni dei più rilevanti e importanti orologi del mondo e i suoi lavori possono essere acquistati a prezzi molto alti, quando vengono messi all'asta. Una targa commemora la casa che ha condiviso con il suo pupillo, di pari fama e suo successore, George Graham, in Fleet Street.
Tra gli apprendisti di Thompion troviamo George Allett, Edward Banger, Henry Callowe (Callot), Daniel Delander, Richard Emes, Ambrose Gardner, Obadiah Gardner, William Graham (nephew of George Graham), George Harrison, Whitestone Littlemore, Jeremiah Martin, Charles Molins (Molyns), William Mourlay, Charles Murray, Robert Pattison, William Sherwood, Richard Street, Charles Sypson, William Thompson, James Tunn e Thomas White, molti dei quali divennero importanti orologiai (creatori e artigiani) per conto loro.

## Biografia
Thomas Tompion nacque intorno al 1639 e fu battezzato il 25 luglio 1639 a Northill, Bedfordshire, Inghilterra. La Worshipful Company of Clockmakers si occupa del cottage failiare a Ickwell, la sua casa nel comune di Northill. Era l'ultimo figlio di un fabbro, anche lui di nome Thomas Tompion, e probabilmente lavorò come fabbro finché nel 1664 divenne apprendista di un orologiaio Londinese. Si sa molto poco dei suoi primi anni. Il primo riferimento a Tompion a Londra è registrato intorno al 1670 a Water Lane (ora Whitefriars Street), lontano da Fleet Street. Il suo stile di costruzione è fortemente connesso a Joseph Knibb. Questo è interessante visto che il primo cliente abituale di Tompion fu lo scienziato Robert Hooke che può aver ben conosciuto la famiglia di Knibb, visto che entrambi erano ad Oxford. La relazione tra Hooke e Tompion fu la chiave del suo successo, poiché gli aprì le porte alla clientela Reale, nonché dargli accesso alle ultime tecnologie. L'eccellenza di Thompson era basata sul design sonoro dei suoi prodotti, così come la qualità dei materiali usati. tutto questo, unito con le abilità dell'artigiano che assunse, gli diede una reputazione senza rivali in tutto il mondo. Molti di questi artigiani avevano origini francesi e olandesi (ugonotti), per esempio Daniel e Nicholas Delander, Henry Callot e Charles Molyns, l'ultimo in possibili relazioni con la famiglia Windsmill. Rilevante che questi ugonotti che lavorarono per lui nella sfera dell'arte decorativa, furono abili nell'eseguire le richieste di Thompson per l'alta qualità dell'artigianato su cui si era fondata la sua reputazione senza rivali. Tompion fu uno dei primi membri della Clockmakers' Company di Londra (si unì nel 1671 e diventò un maestro nel 1704). Quando l'Osservatorio di Greenwich fu stabilito nel 1676, il re Carlo II scelse Thompson per creare due orologi identici basati sull'idea di Hooke di un pendolo molto lungo ondulante in un arco molto piccolo. Questi vennero fissati nella Stanza Ottogonale, ognuno pilotato da un meccanismo a "deadbeat escapement", progettato da Richard Towneley, con il solo bisogno di riavvolgere entrambi gli orologi una volta all'anno. Questi orologi si sono mostrati molto accurati e furono usati per compiere calcoli corretti per osservazioni astronomiche.

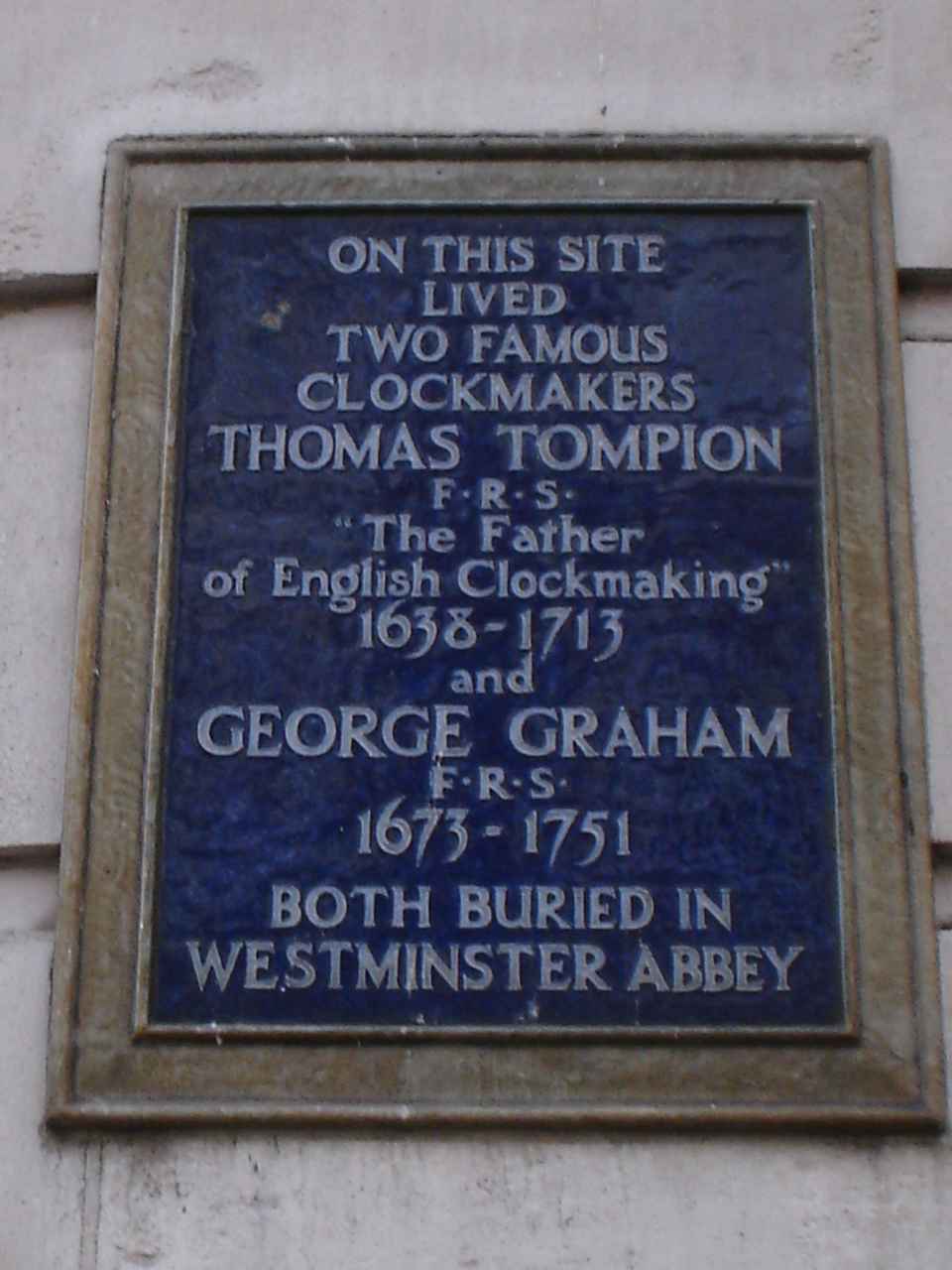
Targa in Fleet Street, Londra, che commemora Thomas Tompion e George Graham

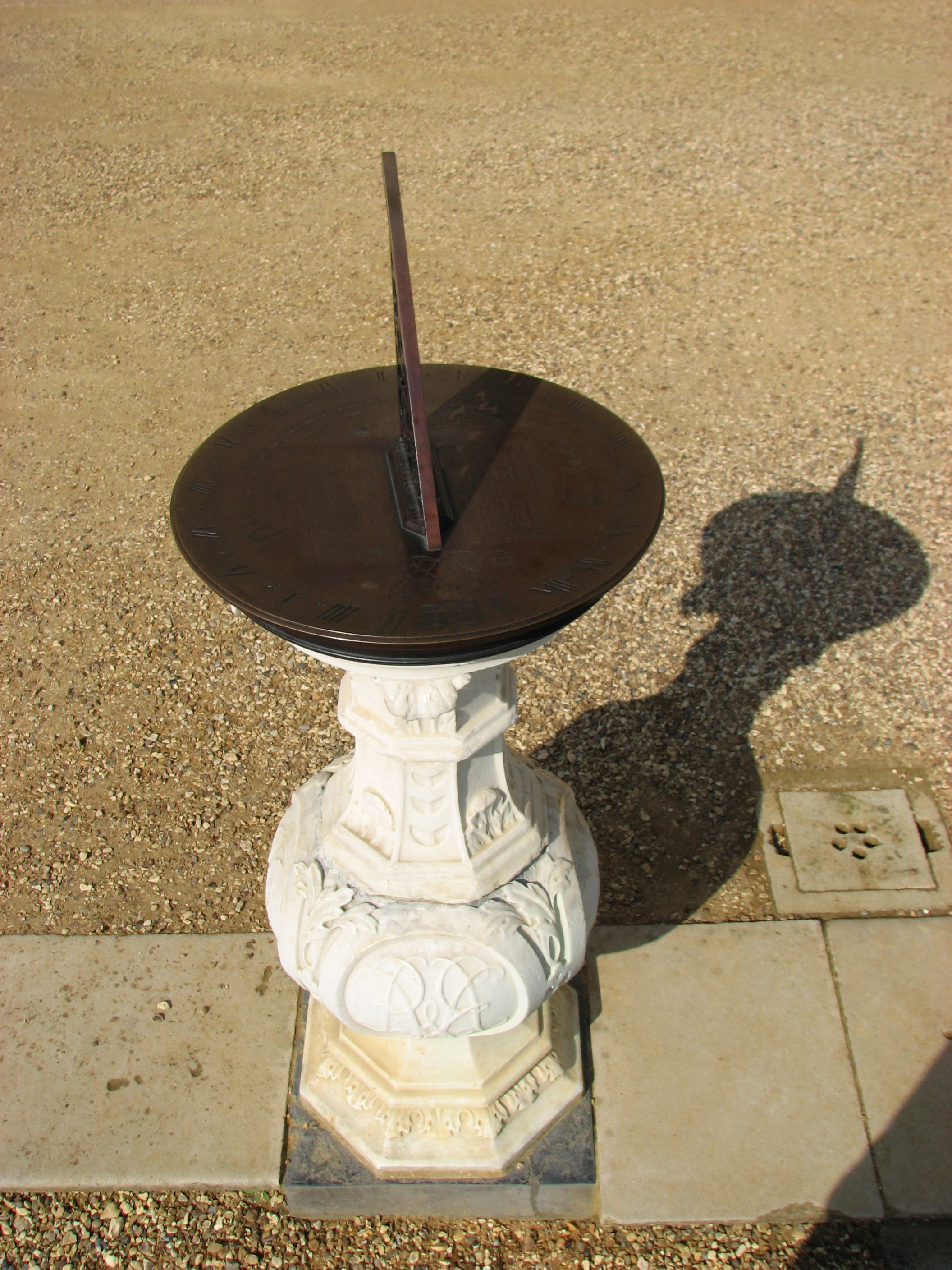
Meridiana creata da Thomas Tompion a Hampton Court, c. 1680

Grazie alla sua relazione con lo scienziato Robert Hooke, costruì uno dei primi orologi a molla, che avevano il vantaggio di essere molto più accurati degli orologi precedenti. Molti tipi differenti vennero sperimentati, incluso un primordiale tipo con doppio bilanciere, uniti insieme in funzione di eliminazione degli errori di movimento. Uno di questi venne fatto per il re Carlo II e fu firmato "Robert Hooke invent. 1658. T. Tompion fecit, 1675". William Derham lo menziona nel suo libro "The artificial Clockmaker". Questo orologio sembra non essere sopravvissuto. la forma finale della molla usata da Tompion fu una spirale piana con un singolo bilanciere, in effetti lo stesso metodo impiegato da Christian Huygens negli orologi fatti per lui da Thuret. Alcuni dei primi modelli con le molle fatte da Thompson avevano movimenti con specifiche simili al percorso di Huygens/Thuret, poiché avevano uno "standing barrel" e nessun fusee. Huygens immaginò che l'ultimo non fosse necessario poiché la molla a spirale avrebbe reso il bilanciere isocrono. Tompion deve aver presto trovato questa considerazione ottimistica, considerando che era comunque incorretta, poiché tutte le seguenti molle a spirale di Thompson hanno i fusee, e questo design divenne lo standard per gli orologi inglesi per tutto il XVII e XVIII secolo. Si è spesso dichiarato che Tompion inventò il particolare tipo di regolazione della molla negli orologi tascabili usati fino al XIX secolo. Questo ha i piedini di frenata montati su un settore a cremagliera e, mosso da un pignone sul quale è montato un disco numerato e graduato. Sebbene questo sistema fu usato da Tompion, molti lo riferiscono incorrettamente come il "regolatore di Tompion". In ogni caso, lui certamente non inventò questo sistema, poiché tali dispositivi di regolazione erano già in uso dal 1670 negli orologi a molla francesi del percorso di Thuret. Come orologiaio più prominente dell'Inghilterra, Tompion costruì circa 5500 orologi tascabili e 650 orologi, durante la sua carriera. Gli orologi di Tompion sono conosciuti per la loro ingenuità del design e la robusta conformazione strutturale. I suoi orologi a "tre treni" 'Grand Sonnerie', sono i suoi capolavori. Coloro interessati alla meccanica sono particolarmente attratti dai meccanismi di tali orologi e dai suoi orologi tascabili a ripetizione, a causa della loro complessità, altresì definiti sovra-complessi, sebbene efficienti nella loro funzione. Condivide queste caratteristiche con un suo collega posteriore, artigiano di orologi da polso Franco-Svizzero, Breguet. Un'altra delle innovazioni di Tomption fu di creare un sistema numerico per i suoi orologi, il quale si pensa essere la prima volta che un sistema numerico venga applicato alla manifattura dei beni.

### Ultimi periodi
Tompion divenne socio con Edward Banger ne 1701 fino circa a 1707 o 1708, quando si sciolsero in circostanze non molto chiare. Certamente da 1711 ci fu George Graham in società con Tompion. Alcuni dei suoi ultimi prodotti sono firmati congiuntamente e, misteriosamente, alcuni orologi hanno questa firma su una piastra separata che si sovrappone alla firma incisa sul quadrante da Tompion e Banger. George Graham andò avanti a sviluppare progetti di strumenti scientifici così come gli orologi, dopo la morte di Tompion, e mantenne anche il sistema di numerazione di Tompion per i suoi orologi.Thomas Tompion muore il 20 novembre 1713 e viene sepolto nell'Abbazia di Westminster. George Graham verrà sepolto accanto a lui nel 1751. Molti dei suoi orologi sono ancora in funzione oggi, inclusi due degli "one-year clocks" (orologi da un anno) in Buckingham Palace. Molti dei suoi orologi tascabili sopravvivono e grazie alla loro costruzione sonora, continuano a funzionare, così come predetto da Hatton nel 1773.La moderna marca svizzera di orologi da polso "Tompion", della così chiamata serie "British Masters", non ha nessuna connessione con Thomas Tompion o la sua firma originale.

## Alcuni Lavori di Tomption

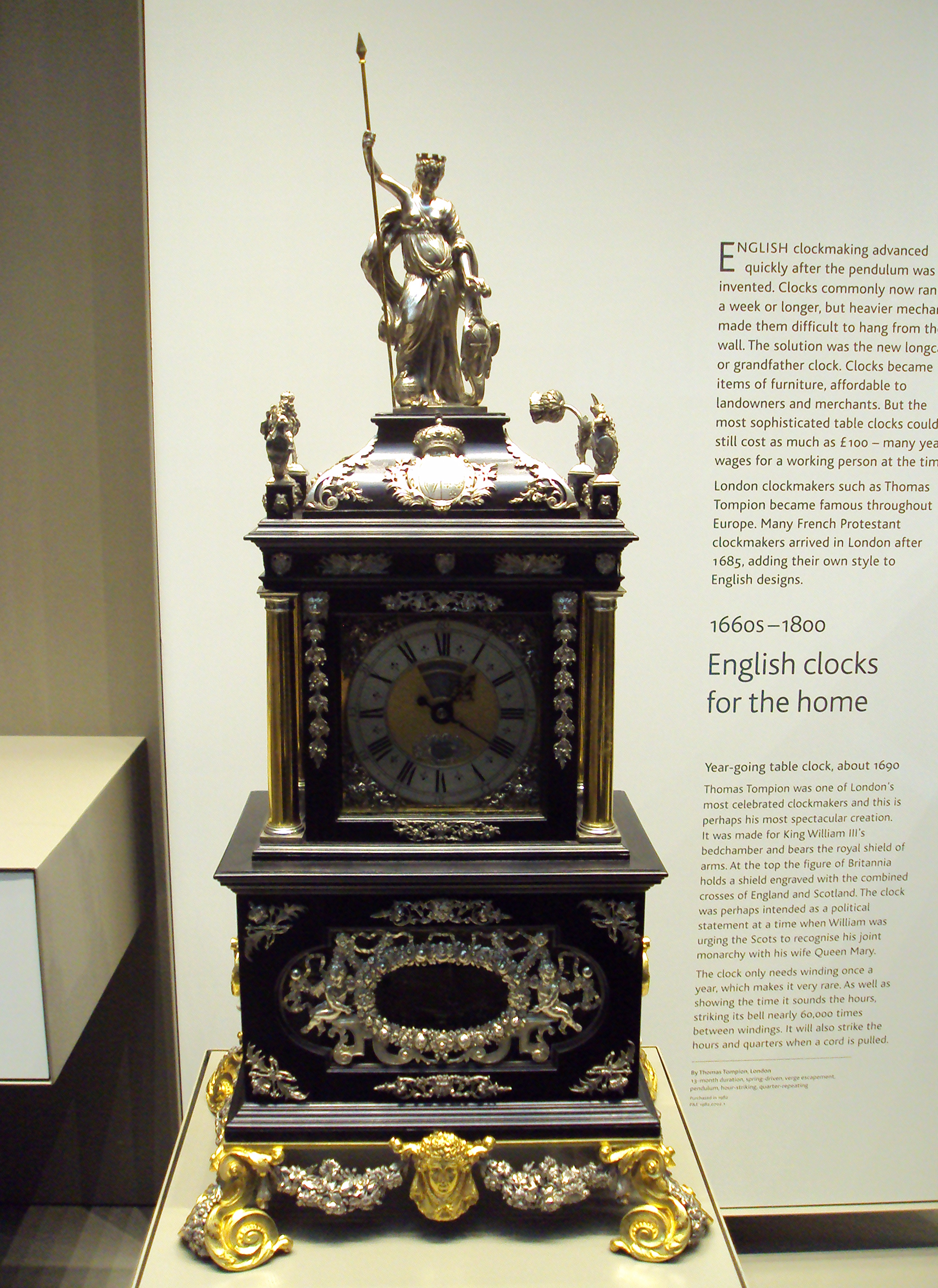
Orologio decorato (conosciuto come 'Mostyn Tompion') fatto da Thomas Tompion, nel British Museum, 1690

- Un orologio con quadrante astronomico, circa 1680 John Smith – Fitzwilliam Museum Cambridge, England
- un orologio a molla di durata annuale grand sonnerie conosciuto come "Mostyn Tompion"; probabilmente l'orologio più accurato di Tomption – Djanogly Horological Gallery, British Museum, Bloomsbury, London[1]
- Un orologio da tavola in case di ebanite. Londra. Circa 1700. Moyse's Hall Museum, Bury St Edmunds, Suffolk, England
- uno dei primi orologi a molla da polso – Science Museum, Kensington, London
- Il sundials in Kew Gardens e l'Hampton Court Gardens, entrambi circa 1680, London

## Nella cultura di massa
Nel film del 1986, Clockwise, la scuola nel quale John Cleese è preside viene chiamata Thomas Tompion, propriamente per l'attenzione data dal preside alla puntualità.
Nel romanzo del 1999, Monsone, di Wilbur Smith, il protagonista Thomas "Tom" Courteney indossa un orologio da taschino in argento attribuito a Thomas Tompion.